# Pânză de păianjen

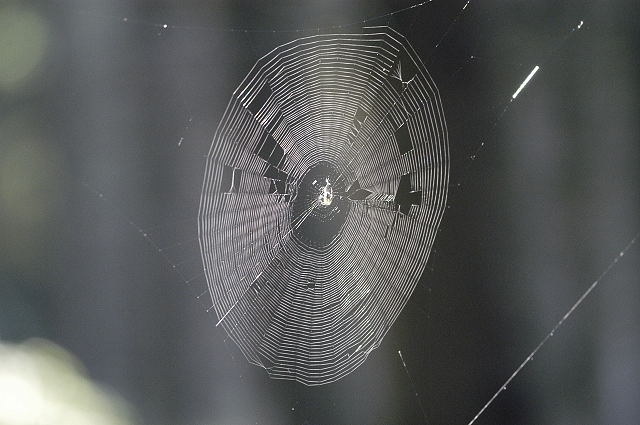
Pânză circulară, Araneus.diadematus (Araneidae)

Pânză de păianjen este o structură creată de un păianjen din fire de mătase, elaborate de organe sericigene și secretate prin intermediul organelor filiere amplasate în partea mediană sau posterioară a opistosomei (abdomen). Majoritatea păianjenilor construiesc pânze pentru a prinde prada, în special insecte. 
Pânzele de păianjen există de cel puțin 100 de milioane de ani, cea mai veche descoperire fiind identificată în chihlimbar din Cretacicul inferior, din Sussex, sudul Angliei.  
Construcția pânzelor la unii păianjen demonstrează o complexitate înaltă. Multe specii de păiajeni consum mătasea veche înaintea construcție unei pânze noi, dar firul de bază rămâne intact. Reciclând astfel mătasea ei își restabilesc aportul unor substanțe necesare pentru secreția mătăsii noi. După modul de țesere a pânzelor, păianjenii pot fi divizați în două grupe: cribellați și ecribellați.
Păianjenii cribellați sunt înzestrați cu cribellum și calamistru. Pânza acestora nu conține fire adezive. Cribellumul reprezintă niște plăci chitinoase, abundente în pori prin care ies fire de mătase foarte subțiri. Mai multe fire subțiri sunt împletite cu ajutorul calamistrului într-un fir mai rezistent. Calamistru reprezintă o formațiune de pe marginea superioară a metatarsului de pe a patra pereche de picioare. Calamistrul este alcătuit din câțiva țepi zimțați pe de o parte și netezi pe altă parte. Cu ajutorul acestor zimți, calamistrul extrage firele fine de mătase și le „piaptană” dându-le un aspect afânat, sau lânos. Mai multe fire subțiri sunt împletite în jurul firului principal mai gros. Păianjenii cribelați nu produc mătase lipicioasă. Firele subțiri se agață de cele mai mici neregularități de pe suprafața prăzii, iar firul gros nu permite ruperea pânzei. Printre păianjenii cribellați sunt reprezentanții familiilor: Agelenidae, Amaurobiidae, Ctenidae, Deinopidae, Eresidae, Filistatidae, Hypochilidae, Miturgidae, Neolanidae, Nicodamidae, Tengellidae, Uloboridae, Zoropsidae etc. 
Păianjenii lipsiți de cribellum reprezintă majoritatea și mătasea lor conține substanțe adezive. 

## Tipuri de pânze

Etapele de construcție a pânzelor circulare

Forma pânzelor diferă de la o specie la alta. Fiecare formă de pânză este specializată în capturarea a diferitor tipuri de pradă în același habitat (în special în funcție de modul de deplasare a victimei). În general se cunosc 4 tipuri de pânze: sferice (rotunde, circulare), conice, pânze subțiri orizontale și pânze spațiale (haotice, încurcate).

### Pânze circulare verticale

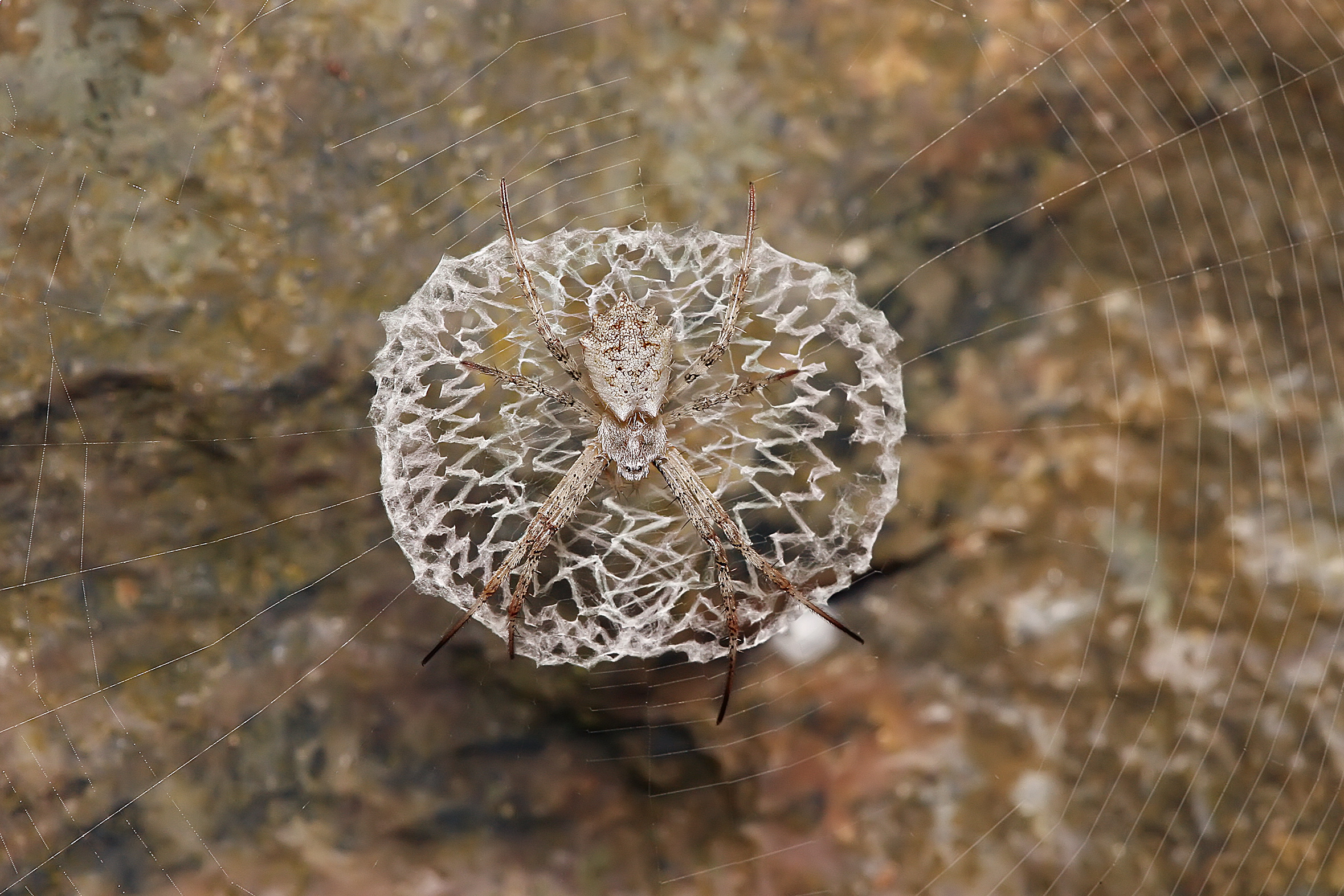
Pânză cu decor, Argiope sp. (Agelenidae)

Pânzele circulare verticale (în unele surse: sferice) sunt cele mai complexe plase, din punct de vedere structural. Primul fir este întins la întâmplare. Păianjenul identifică direcția vântului și își orientează vârful distal al opistosoma în așa fel, încât firul eliminat de organele filiere să fie condus de curenții aerieni. Firul plutește în aer până când nu se alipește de o creangă sau de un alt suport. Apoi, păianjenul se deplasează în celălalt capăt al firul și, totodată, acompaniază primul fir cu al doilea, pentru a mări rezistența. După aceasta, păiajenul țese un alt fir de centru firul de bază și coboară, formându-se o figură de forma literei Y. Acestea sunt primele trei fire radiale ale viitoarei pânze. Plasa este alcătuită dintr-un cadru triunghiular sau trapezoidal, ale cărui unghiuri sunt fixate solid. Apoi sunt țesute celelalte fire radiale. Numărul radialelor variază în dependență de specie, dar de obicei se întâlnesc pânze circulare cu 30 – 40 de fire radiale. Următorul pas constă în secretarea spirelor neadizive pentru a întări temporar construcția și, în final, țeserea firelor lipicioase. În lungul spirelor adezive sunt înșirate un fel de mărgele microscopice, formate dintr-un suc, ce nu se usucă în contact cu aerul. 

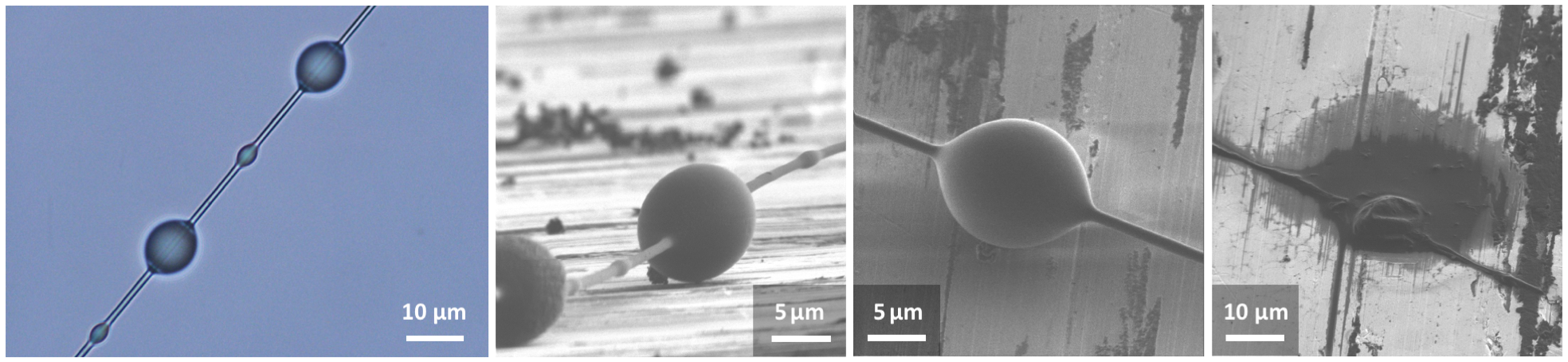
Bile cu substanțe adezive pe fir de mătase, Neriene peltata (Linyphiidae)

Pânzele sunt construite cu ajutorul picioarelor. Picioarele anterioare sunt utilizate în măsurarea și menținerea distanței dintre spirele radiare. A două și a treia perechi de picioare se fixează de firile radiale, cea de a patra – se trage firul ce iese din organele filiere ale opistosomei. După finalizarea pânzei, păianjenul toarce un fir mai gros, îl fixează cu un capăt de centrul plasei, iar celălalt este dus până la locul de pândă. Această îndeplinește rolul semnalizator. La atingere firelor pânzei de către pradă, precum insectele și alte artropode, păianjenul recepționează vibrațiile prin intermediul firul de semnalizare. Imediat după captarea semnalului, păianjenul se deplasează rapid către locul de origine a vibrațiilor o paralizează cu ajutorul veninului introdus prin intermediul chelicerelor. 
Diametru pânzelor circulare verticale variază de la câțiva centimetri până la peste 1 m. Mărimea pânzei este influențată de vârsta și dimensiunile păianjenului. Ziua, păianjenii se ascund în locul de retragere, pe când noaptea atârnă cu capul jos în centrul pânzei.

### Pânzele circulare orizontale
Pânzele circulare orizontale au o răspândire destul de largă, în ciuda faptului că, în comparație cu cele verticale, sunt mai puțin eficiente la interceptarea și reținerea prăzii, și sunt mai vulnerabile la picăturile de ploaie sau la căderea unor obiecte, cum ar fi frunzele. 
Totuși acestea au și unele avantaje. Ele au o vizibilitate redusă pentru insectele zburătoare. Oscilațiile pe verticală, produse de curenții aerieni ascendenți, permit prinderea insectelor cu un zbor orizontal lent. De exemplu, o specie din genul Araneus construiește pânza circulară orizontală în vegetația de apă și când insectele își iau zborul de pe suprafața apei spre se prind în plasa păianjenului.

### Pânze obișnuite orizontale

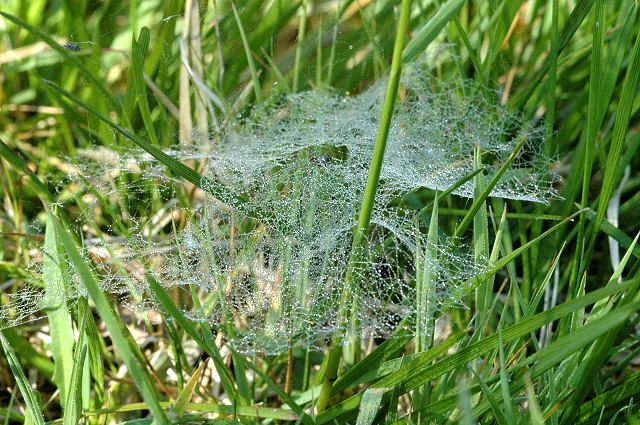
Pânză orizontale obișnuite

Pânze obișnuite orizontale, ca pot fi cu cupole sau fără, reprezintă o plasă orizontală și subțire de mătase foarte deasă și adezivă, cu o mulțime de fire verticale nelipicioase. Insectele zburătoare se opresc brusc lovindu-se de firele verticale și cad în stratul de mătase de pe nivelul inferior. Astfel de pânze sunt țesute timp de câteva ore. În cazul unor pânze orizontale cu cupole, păianjenul atârnă sub cupolă. Când victima ajunge în pânză, păianjenul coboară rapid și o înșfacă cu chelicere. Pânzele plane se întâlnesc la speciile din familia Linyphiidae.

### Pânze conice

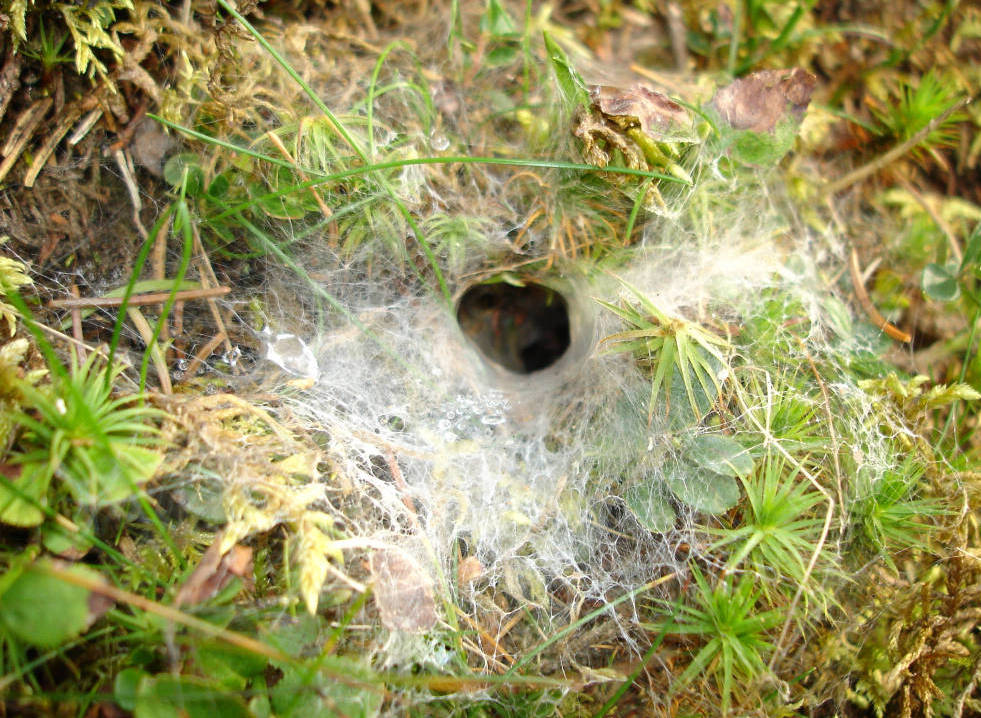
Pânză conice

Pânzele conice se aseamănă puțin cu cele orizontale. La un capăt al pânzei este construit un tub sau pâlnie – loc pentru retragere, ascunziș, îm caz de pericol pentru odihnă. Aceste pânze sunt destinate, în special, insectelor săritoare ca lăcustele și greierii. Ele sunt țesute prin vegetație ierboasă, la o înălțime de 10 – 25 cm. Pânzele conice se întâlnesc des și în locuințele umane, în colțurile pereților (Tegenaria domestica, Agelenidae). Ele sunt construite timp de 2 – 3 zile. Aceste pânze sunt țesute, în principal, de păianjenii cribellați, de aceea stratul orizontal nu este lipicios. Firele foarte fine de pânză se prind de neregularitățile și tuberozitățile de pe suprafața insectelor. Când păianjenul recepționează vibrațiile produse de victimă, iese rapid și o aduce în tub pentru a fi consumată. Acest fel de pânze construiesc păianjenii din familiile Hexatelidae și Agelenidae.

### Pânze haotice
Pânze haotice sunt țesute de către păianjenii din familia Theridiidae. Ele reprezintă o aglomerare de fire încurcate, cu o orientare spațială haotică, în toate direcțiile. Avantajul lor constă în faptul că insectele nimerind în astfel de pânze se încâlcesc și le este foarte greu să se elibereze. Păianjenului îi rămâne suficient timp pentru a înfășura prada cu mătase.